# Rey Kang de Zhou
El rey Kang de Zhou
(en chino: 周康王, y en
pinyin: Zhōu Kāng Wáng)
fue el tercer soberano de la dinastía Zhou de China, e hijo del rey Cheng de Zhou.
Las fechas de su reinado son 1020-996 a. C.
El rey Kang siguió la política de su padre, el rey Cheng, y expandió el territorio de los Zhou al norte y al oeste. También reprimió una rebelión en el este. La vida de la dinastía prosperó bajo su reinado.
Fue sucedido por su hijo, el Zhao de Zhou.
| Predecesor: Rey Cheng de Zhou | Rey de China 1020-996 a. C. | Sucesor: Rey Zhao de Zhou |